# Negazione (gruppo musicale)
I Negazione sono stati un gruppo musicale hardcore punk attivo fra gli anni ottanta e novanta. Assieme ad altri gruppi, quali Blue Vomit, Nerorgasmo, Indigesti, Declino, Peggio Punx, ed altri, hanno costituito la base della scena hardcore punk torinese e piemontese dell'epoca e furono esponenti di primo piano di quello che fanzine e riviste come Maximumrocknroll definirono Italian hardcore, ispirando moltissimi gruppi italiani ed esteri (moltissimi gruppi attualmente in attività - come ad esempio i Turbonegro - li citano come fonte di ispirazione).

## Storia del gruppo
I Negazione si formarono nel 1983 a Torino, fondati da Roberto "Tax" Farano alla chitarra, già attivo come batterista dei Declino, Orlando Furioso alla batteria, Guido "Zazzo" Sassola alla voce e Marco Mathieu al basso, mescolando inizialmente membri dei precedenti 5° Braccio ed Antistato.
Dopo breve tempo Orlando Furioso fu sostituito da Michele D'Alessio, con cui produssero il primo split album su cassetta dal titolo Mucchio selvaggio edito dalla collaborazione di Ossa Rotte Tapes e Disforia Tapes e che li vedeva assieme ai Declino. La cassetta fu stampata su LP due anni dopo dalla Children of the Revolution Records.
Nel 1984 vennero invitati dall'etichetta statunitense R Radical Records di Dave Dictor dei MDC, a partecipare al doppio album International P.E.A.C.E. Benefit Compilation, che vedeva fra gli altri band come Crass, D.O.A., Dirty Rotten Imbeciles, Septic Death, Conflict, Reagan Youth, White Lies, Subhumans, Dead Kennedys, Butthole Surfers, ma anche altri gruppi della scena italiana come Declino, Peggio Punx, Wretched, Contrazione, Impact, Cheetah Chrome Motherfuckers e RAF Punk. La compilation uscì in collaborazione con la fanzine di San Francisco a distribuzione internazionale Maximumrocknroll, che mensilmente teneva una rubrica sulla scena hardcore punk italiana.
Nel 1985 uscì l'EP 7" autoprodotto Tutti pazzi che segnò anche un nuovo cambio alla batteria, con l'ingresso nel gruppo del ex Upset Noise Fabrizio Fiegl. Il tour che seguì l'EP li vide sui palchi di Danimarca, Paesi Bassi e Germania e di li a poco pubblicarono il secondo EP autoprodotto, dal titolo Condannati a morte nel vostro quieto vivere,  registrato nei Paesi Bassi, ad Amsterdam.

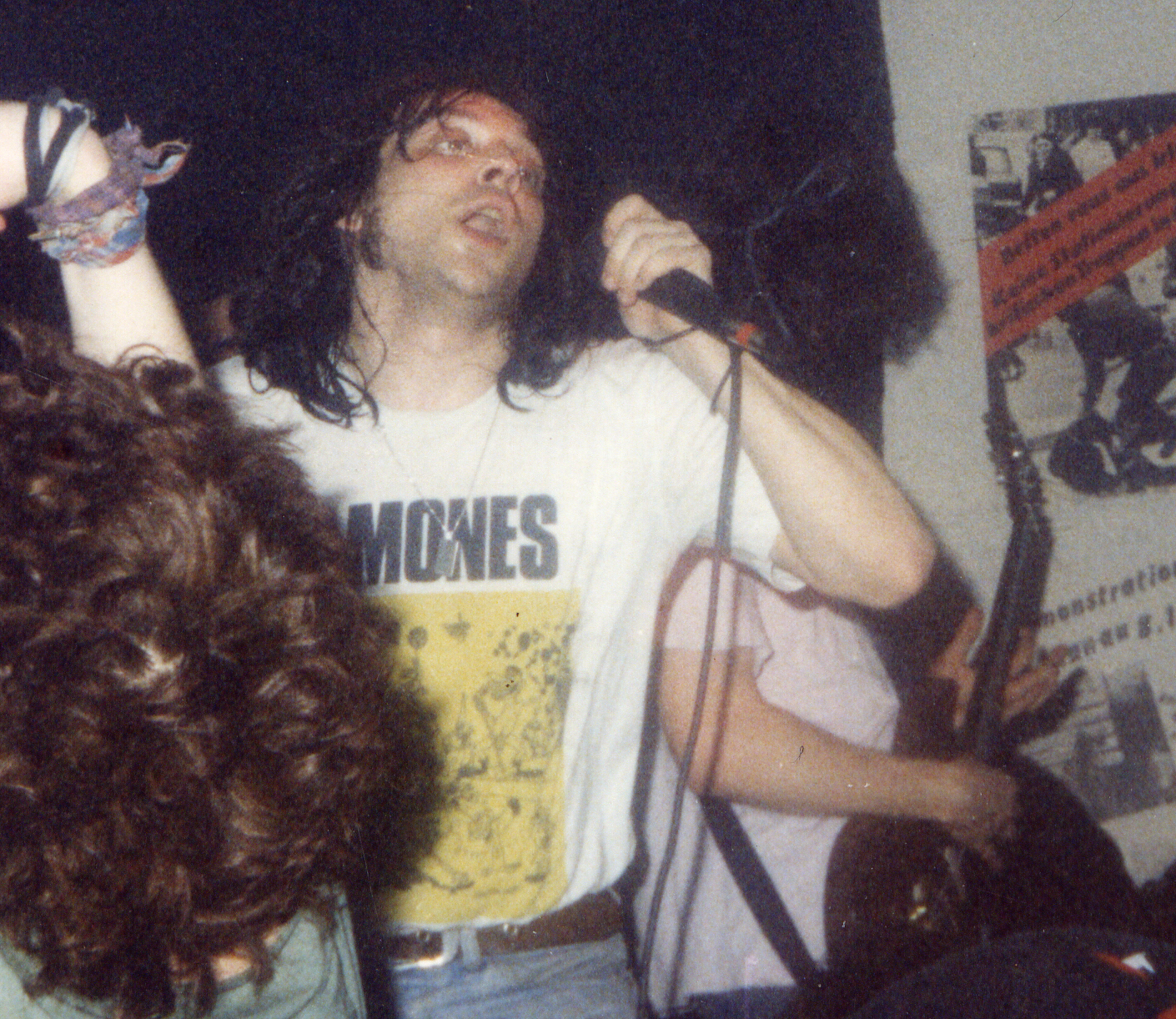
I Negazione durante un concerto del 1988 ad Hanau, in Germania

Nel 1986 registrarono nei Paesi Bassi il primo album Lo spirito continua, considerato dalla critica ancora oggi attuale e prodotto per la olandese Konkurrel.
Nel 1987 il gruppo tornò in studio sempre nei Paesi Bassi per registrare ...nightmare, EP uscito per la statunitense New Beginning Records.
Nel 1988 iniziò la lunga collaborazione con l'etichetta tedesca We Bite Records, con la quale pubblicarono in quell'anno il secondo album dal titolo Little Dreamer e negli anni successivi due EP con Elvin Betti dei Gow alla batteria, dal titolo Behind the Door e Sempre in bilico oltre la raccolta Wild Bunch the Early Days contenente brani registrati tra giugno e dicembre 1984.
Dal 1990 fino agli inizi del 1991, alla batteria subentrò Giovanni Pellino, soprannominato Jeff, poi diventato il noto cantante Neffa e che partecipò al loro terzo album 100%.
L'ultimo batterista, prima dello scioglimento, fu poi Massimo Ferrusi, precedentemente attivo in band come Stinky Rats e Indigesti.
Il gruppo si sciolse il 19 luglio 1992, dopo aver preso parte al Monsters of Rock nel settembre 1991.

### Dopo lo scioglimento
Tax Farano ha collaborato a più riprese con il gruppo punk-elettronico MGZ e, con Marco Mathieu, ha militato nei Fluxus tra il 1995 e il 1996. Guido Zazzo Sassola ha cantato per un breve periodo nei Peggio Punx e ha collaborato con i Persiana Jones nell'album "Agarra la onda" del 2001.
Il bassista Marco Mathieu si è dedicato alla carriera giornalistica: ha lavorato come caporedattore per D settimanale di attualità del gruppo La Repubblica dopo essere stato per anni inviato del mensile GQ e aver collaborato con la rivista musicale Rumore.
Ha anche pubblicato due libri: "A che ora è la fine del mondo?" (1995), reportage sul mondo musicale nella ex-Jugoslavia durante la guerra civile, e "Manu Chao - Giramundo SoundSystem" (2003), reportage sulla tournée dell'ex cantante dei Mano Negra.
Nel luglio 2017 è entrato in coma a causa di un ictus, che lo ha portato alla morte il 24 dicembre 2021
Tra le curiosità va sicuramente annoverata la presenza temporanea come batteristi dei Negazione, di alcuni fondatori di esperienze fondamentali in altre scene dell'underground italiano degli anni successivi, come Dj Fabri (poi Vibra sound system) e il rapper e cantante Neffa (poi diventato cantante del gruppo rap Sangue Misto, e tuttora attivo con una carriera solista). Roberto Farano nella seconda metà degli anni '90 è stato cantante e chitarrista degli Angeli, gruppo a cui ha preso parte alla batteria anche Massimo Ferrusi anch'egli ex Negazione.
Nel 2002, a dieci anni dallo scioglimento, Tax Farano e Marco Mathieu hanno aperto il sito ufficiale www.negazione.com dove hanno pubblicato moltissimo materiale (audio, video, immagini) e nello stesso anno è uscita la raccolta Tutti pazzi 1983-1992.
Nel 2012 la Shake Edizioni ha pubblicato la raccolta Il giorno del sole.
Nel 2022 le edizioni Goodfellas pubblicano il libro Collezioni di attimi. Negazione 1983-1992.

## Formazione
Il nucleo centrale del gruppo era composto da:
- Guido Sassola alias "Zazzo" - voce (1983 - 1992)
- Roberto Farano alias "Tax" - chitarra (1983 - 1992)
- Marco Mathieu - basso (1983 - 1992)

Nelle file del gruppo si sono avvicendati molti batteristi. In ordine cronologico:
- Orlando Furioso (1983 - 1984)
- Michele D'Alessio (1984 - 1985)
- Roberto Vernetti (drum machine) (1984)
- Fabrizio Fiegl, poi conosciuto come Dj Fabri (1985 - 1987, 1987 - 1988)[7]
- Rowdy James (1988 - 1989)
- Stefano Bonanni alias "Bone" (1987)
- Elvin Betti (1989)
- Jeff Pellino (poi conosciuto come Neffa) (1989-1991)
- Massimo Ferrusi (1991 - 1992)

## Discografia

### Album in studio
- 1986 – Lo spirito continua, LP, Konkurrel K 039/101, Paesi Bassi
- 1988 – Little Dreamer, , We Bite Records WE BITE 030, Germania, Spittle Records, Italia 2022
- 1990 – 100%, , We Bite Records WE BITE 071, Germania, Spittle Records, Italia 2022

### EP
- 1985 – Tutti pazzi, , autoprodotto, Italia
- 1985 – Condannati a morte nel vostro quieto vivere, , autoprodotto, Italia
- 1987 – ...nightmare, , New Beginning Records NUMBER THREE, USA
- 1989 – Sempre in bilico, , We Bite Records WE BITE 051, Germania
- 1989 – Behind the Door, , We Bite Records WE BITE 051, Germania

### Cassette
- 1984 – Mucchio selvaggio, , Ossa Rotte Tapes, Disforia Tapes, Italia con i Declino

### Raccolte
- 1989 – Wild Bunch the Early Days, , We Bite Records WB 057, Germania
- 2002 – Tutti pazzi 1983-1992, CD, V2 Records VVR1020532, Italia
- 2012 – Il giorno del sole, CD, Shake Edizioni, Italia
- 2017 – La Nostra Vita, , Contempo Records C01013BOX, Italia

### Compilation
- 1983 – L'incubo continua (LP - Disforia Tapes) - con Kollettivo, Cracked Hirn, Obiezione, Hyxteria, Crash Box, Underage.
- 1984 – International P.E.A.C.E. Benefit Compilation (2xLP, R Radical Records)
- 1986 – Emma (2xLP, M.A. Draje Records)
- 1989 – Untitled (Flexi, 7", S/Sided, We Bite Records)
- 1995 – We Bite Records 100 (2xLP, We Bite Records)
- 1995 – Hate / Love (2xCD, LoveHate80, SOA Records, Mele Marce Records)
- 1995 – Network of Friends (2xLP, Social Bomb Records)
- 1998 – Network of Friends Vol. 2 (2xLP, Plastic Bomb Records, Ataque Sonoro)

### Documentari
- Italian Punk Hardcore: 1980-1989 di Angelo Bitonto, Giorgio S. Senesi e Roberto Sivilia (2015)